# Джонні Вайт
Джон (Джонні) Вайт (англ. Johnnie White; ? — 2007) — колишній високопоставлений офіцер Офіційної ірландської республіканської армії (Офіційна ІРА) в Деррі та пізніше перебував на посаді генерал-ад'ютанта Ірландської національно-визвольної армії. Відігравав головну роль у подіях Конфліктів в Північній Ірландії. Брав участь у створенні та захисті Вільного Деррі.
Помер у 2007 році.